# L'Atelier Paysan
L'Atelier Paysan est une société coopérative française d'autoconstruction (SCIC SA) fondée en 2009, qui accompagne les agriculteurs dans la fabrication de machines agricoles. L'Atelier Paysan est membre du réseau d'accompagnement à l'installation paysanne InPACT, à l'instar de Terre de Liens ou encore Nature et Progrès.

## Formations
Les formations de l'Atelier Paysan prennent la forme de stages de plusieurs jours au cours desquels les stagiaires sont amenés à fabriquer ensemble une machine correspondant à leurs besoins. Environ 600 stagiaires ont participé à des ateliers en 2020. Les stages sont payants, mais peuvent être en partie pris en charge par le fond Vivea pour la formation des entrepreneurs du vivant.
Les plans des principales machines réalisées au cours des stages organisés par l'Atelier Paysan sont publiés sous licence libre et accessible gratuitement sur le site internet de l'Atelier Paysan.

## Prises de position
Dans son manifeste politique Reprendre la terre aux machines publié en 2021, l'Atelier Paysan dénonce le modèle agro-alimentaire industriel et suggère des pistes de rupture avec ce modèle. Pour inverser la concentration des exploitations et la diminution du nombre d'actifs agricoles, les auteurs proposent l'installation d'au moins 1 million d'agriculteurs sur 10 ans, ainsi que l'installation d'artisans en milieu rural.  
Une autre mesure propose de contrevenir aux principes de libre échange du Traité sur le fonctionnement de l'Union européenne en instaurant un prix minimum d'entrée en France pour l'ensemble des produits alimentaires, à l'image de ce que propose la Confédération paysanne pour les fruits et légumes.  
Enfin, l'Atelier Paysan imagine un grand mouvement social de protestation contre l'augmentation de la puissance des machines agricoles et leur automatisation, à l'image du mouvement anti-OGM et propose l'instauration d'un plafond de puissance de traction des machines agricoles.
L'Atelier Paysan fait partie du collectif pour une Sécurité sociale de l'alimentation qui prendrait la forme d'un versement d'au moins 150 euros pour tous quels que soient les revenus, en se basant sur une cotisation sociale.

## Publications
- L'Atelier paysan, Reprendre la terre aux machines : manifeste pour une autonomie paysanne et alimentaire, Éditions du Seuil, coll. « Anthropocène », 2021, 274 p. (ISBN 9782021478174).
- Observations sur les technologies agricoles, auto-édition, 2021[10].

## Distinctions
- Grand prix décennal de la finance solidaire, Le Monde-Finansol, 2019[11],[12].